# 卡布魯峰
卡布魯峰是南亞的山峰，位於印度和尼泊尔之間接壤的邊境，屬於喜馬拉雅山脈的一部分，海拔高度7394米，英國攀山隊在1883年首次登上該山峰。卡布魯峰是世界上纬度最南的7000米以上山峰。